# Gylippus pectinifer
Espèce
Gylippus pectinifer est une espèce de solifuges de la famille des Gylippidae.

## Distribution
Cette espèce est endémique du Tadjikistan.

## Description
Le mâle décrit par Roewer en 1933 mesure 19 mm.

## Publication originale
- Birula, 1906 : Über die an den Küsten des Aral- und Balkasch-Sees von L. S. Berg gesammelten Skorpione und Solifugen. Izvëiìeståiëiìa Imperatorskago russkago geograficheskago obshchestva, vol. 4, no 7, p. 42-48.